# 3 août 1954
Le mardi 3 août 1954 est le 215e jour de l'année 1954.

## Naissances
- Chris Tvedt, avocat norvégien
- Divan Serfontein, joueur de rugby sud-africain
- Enea Riboldi, dessinateur et illustrateur italien
- Issicka Ouattara (mort en 1990), footballeur burkinabé
- Juan Antonio Corbalán, joueur de basket-ball espagnol
- Pierre Briançon, journaliste, économiste et écrivain français

## Décès
- Abel Bertram (né le 9 septembre 1871), peintre français
- Colette (née le 28 janvier 1873), romancière française
- Fumiko Nakajō (née le 25 novembre 1922), écrivaine japonaise
- Gabrielle Duchêne (née le 26 février 1870), militante féministe et pacifiste française
- Jean Ascencio (né le 4 juillet 1886), personnalité politique française